# Kościół św. Józefa w Rzeszowie
Kościół św. Józefa jest usytuowany w Rzeszowie między ulicami Lubelską i Partyzantów. Od 27 kwietnia 2022 roku diecezjalne Sanktuarium Świętego Józefa.

## Historia

### 1416–1900
Początki parafii sięgają XV wieku, kiedy istniała tu parafia świętych Wojciecha i Katarzyny. Najprawdopodobniej pierwotny budynek spłonął podczas najazdu tatarskiego, podobny los spotkał nowy budynek, który ufundował kasztelan sandomierski Mikołaj Spytek Ligęza w 1624 roku. Po tych wydarzeniach miejscowy proboszcz podjął inicjatywę budowy nowego, murowanego budynku, który w 1745 roku konsekrował metropolita przemyski Hieronim Sierakowski. Na budowę okazalszej świątyni zdecydowano się w 1895, a w 1900 rozpoczęto budowę.

### Od 1904 do dzisiaj
Na zewnątrz budowę zakończono po 4 latach, jednak prace wewnątrz trwały nadal. Zakończono je dopiero w 1920. W 1908 wskutek aktu wandalizmu został zniszczony witraż nad drzwiami wejściowymi do kościoła. W 1960 miasto nawiedziła wichura, która zniszczyła kościół (zerwała dach wieży, powybijała witraże, do użytku nie nadawały się również organy). Kościół zrekonstruowano, opierając się na dokumentacji sporządzonej przez studentów Uniwersytetu Jagiellońskiego pod nadzorem prof. Wiktora Zina. Pod koniec XX wieku świątynię gruntownie odrestaurowano.

## Architektura
Świątynia jest przykładem stylu nowogotyckiego, który na ziemiach Galicji zagościł na przełomie XIX i XX wieków. Trzynawowy budynek z wysoką wieżą (50 m) wybudowany z czerwonej cegły, od frontu w niszy, nad głównym wejściem umieszczona jest figura św. Józefa. Poszczególne elementy wnętrza pochodzą z lat:
1904 – posadzka
1915 – naprawa witraży uszkodzonych dwukrotnie podczas wybuch w prochowni i w czasie wysadzania mostu przez wojska rosyjskie
1922 – oświetlenie
1920 – tworzenie polichromii, projekt Michała Leszczyńskiego
1944 – główny ołtarz, rzeźby świętych autorstwa Kazimierza Bieńkowskiego
1959 – nowa chrzcielnica (starą, drewnianą zastąpiono nową, kamienną)
1962 – organy (wykonał Kamiński z Warszawy)
koniec XX wieku – prace renowatorskie, przeniesienie figur świętej Katarzyny, pierwszej patronki kościoła i świętego Antoniego z bocznych ołtarzy na filary nawy głównej
2008 – odnowienie hełmu wieży i zamontowanie krzyża złamanego w czasie burzy

## Galeria zdjęć

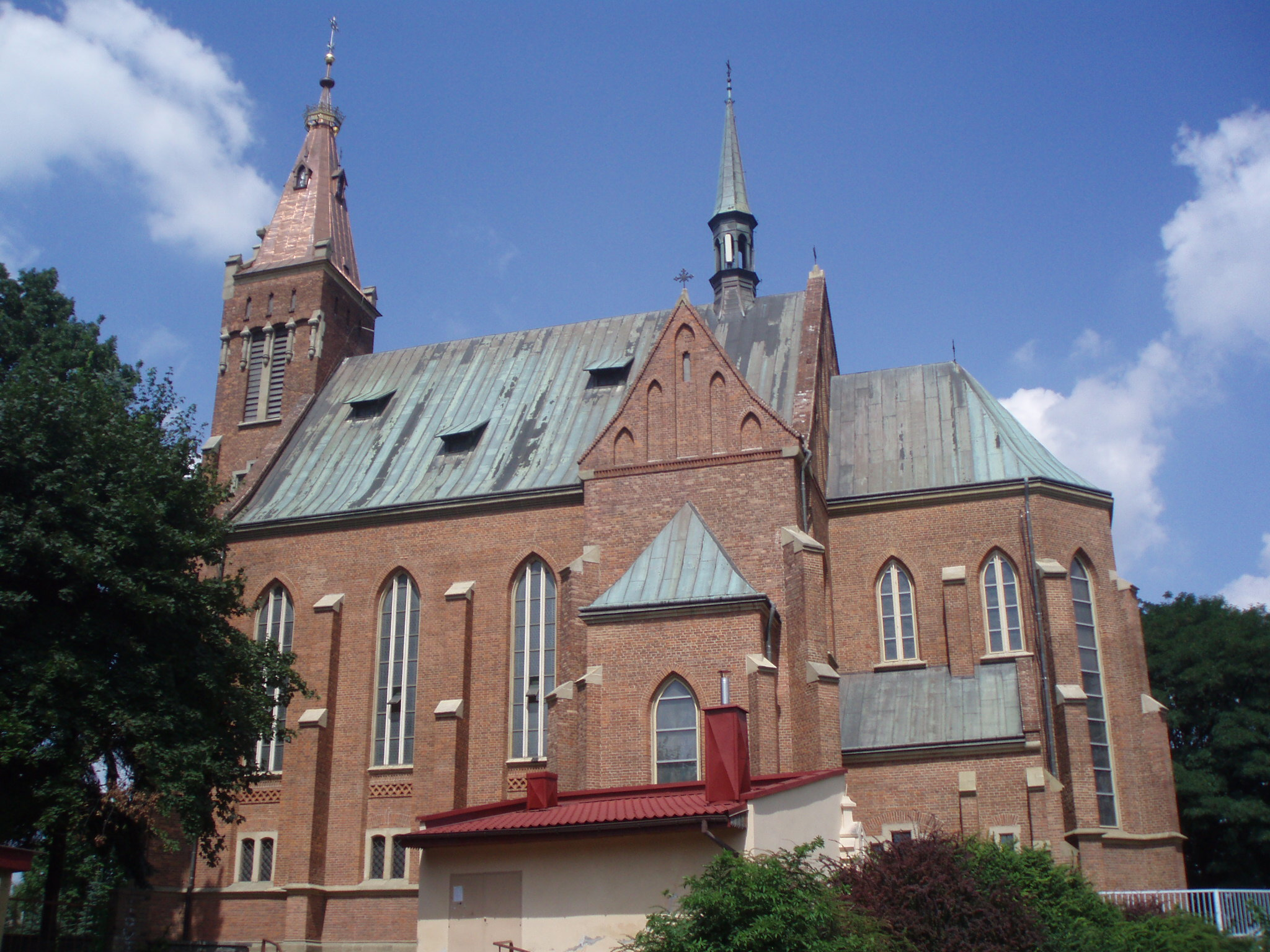
Widok ogólny
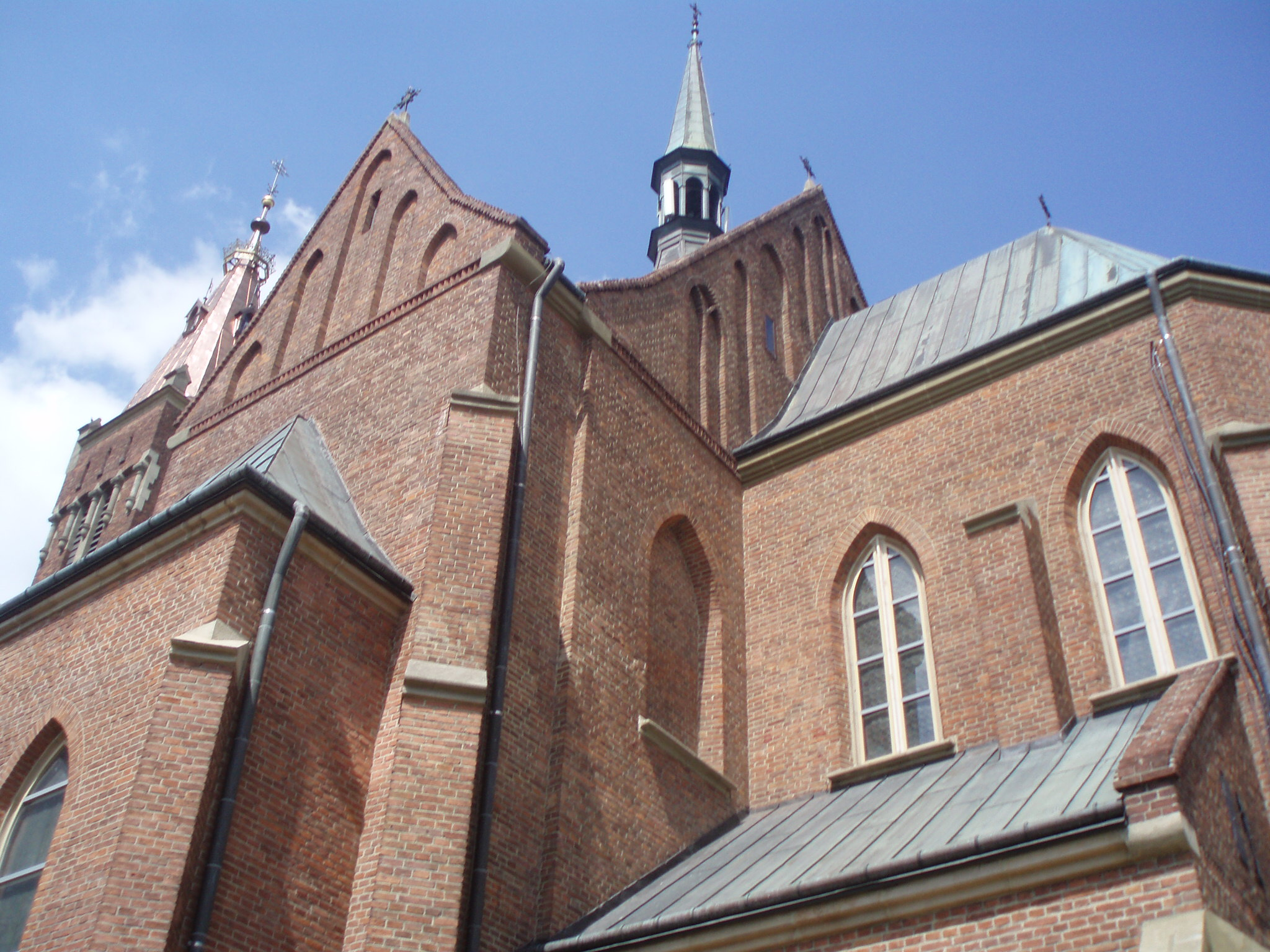
Południowa ściana od strony prezbiterium